# Fatako (rivière)
Pour les articles homonymes, voir Fatako (homonymie).
Le Fatako est une rivière intermittente située dans la région de Kédougou, dans le sud-est du Sénégal, 600 km à l'est de Dakar. C'est un affluent de la Gambie.
Le climat est de type tropical. La température moyenne est de 26 °C. Le mois le plus chaud est avril avec 34 °C, et le plus froid août avec 22 °C. La pluviométrie moyenne est de 1 362 mm/an. Le mois le plus humide est septembre, avec 414 mm de pluie, et le mois le plus sec[Lequel ?], avec 1 mm.